# ESPN Classic Sport
Ne pas confondre avec ESPN Classic, la version américaine
ESPN Classic Sport est l'une des chaînes du réseau américain ESPN mais est proposée sur les réseaux câblées et satellites européens et diffusée en continu. C'est le pendant européen d'ESPN Classic.
La chaîne existe sous le nom de ESPN Star Sports en Inde et en Chine en tant que partenariat avec News Corp.
Comme le reste du réseau ESPN, ESPN Classic Sport appartient à 80 % à la Walt Disney Company et à 20 % à Hearst Corporation.

## Historique
En 2001, le réseau ESPN Classic Sport est lancé en Europe comme une déclinaison de ESPN Classic. Le réseau était détenu par Sports Capital Partners un partenariat entre ESPN Inc (70 %) et Falconhead Capital (30 %), une société d'investissements new-yorkaise. Falconhead Capital avait investi 214 millions d'USD et souscrit une option pour pouvoir revendre ses parts à ESPN.
Les premières chaînes du réseau européen furent lancées en 2002, le 4 mars en France et le 1er juillet en Italie
Le 10 janvier 2005, la chaîne est lancée en Belgique. Le 12 avril 2005, Falconhead Capital revend sa participation à ESPN avec un retour sur investissement de 140%.
Le 28 février 2006, Disney signe un accord pour diffuser ESPN Classic Sport sous le nom d'ESPN Classic au Royaume-Uni sur le réseau de Sky à partir du 13 mars 2006.
Le 15 mai 2013, le Guardian annonce l'arrêt de la retransmission des chaînes ESPN America et ESPN Classic Sport en Europe en dehors du Royaume-Uni. La chaîne britannique est aussi fermée le 1er août.

## Pays européens
- France 4 mars 2002-1er août 2013
- Italie 1er juillet 2002-1er août 2013
- Belgique 2005-1er août 2013
- Royaume-Uni 2006-1er août 2013
- Portugal 15 juin 2011-1er août 2013
- Pologne [Quand ?]-1er août 2013

### En France
Diffusée 7 jours sur 7 et 24 heures sur 24, ESPN Classic s'adapte au public français en proposant les meilleurs moments du Tour de France, de Roland Garros, de la Coupe du monde de football, du Tournoi des 6 nations, des Jeux olympiques.
Parmi une offre de 80 sports différents, la chaîne met l'accent sur une dizaine de disciplines dont le football, les sports extrêmes (X Games), la boxe, le rugby à XV, le cyclisme, le tennis, le basket-ball.
Les programmes comprennent notamment des documentaires, des fictions et des soirées thématiques.